# Seefeld (Adelsgeschlecht)

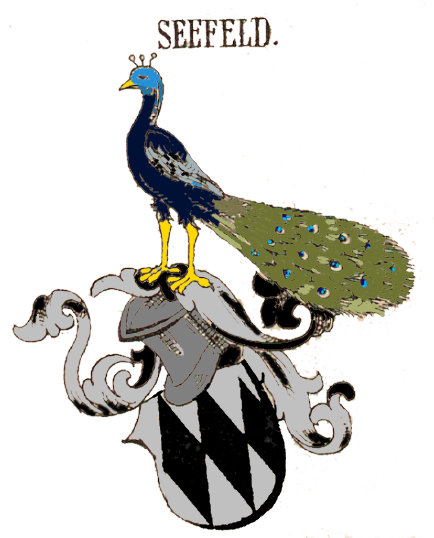
Wappen derer von Seefeld in Farbe nach uncolorierter Vorlage in Siebmachers Wappenbuch

Seefeld, auch Seeveld, Seveldt, Seefeldt, hieß ein bayerisches Adelsgeschlecht aus Seefeld am Ammersee.

## Geschichte
In früheren Publikationen hieß es Seefeld am Ampersee statt Ammersee, was offenbar eine Verwechslung gewesen sein muss. Auch bezüglich des Wappens sind in früheren Publikationen unterschiedliche Angaben gemacht worden, nämlich ist der Untergrund der schwarzen Wecken in alten Publikationen rot, später weiß bzw. silber. Am Münchner Isartor ist der Untergrund des Seefelder Wappens gar golden.
Von den Jahren 1284 und 1396 gibt es z. B. bei Sinapius Berichte über Regensburger Turnierkämpfe von Sigismund bzw. Hans von Seefeld.

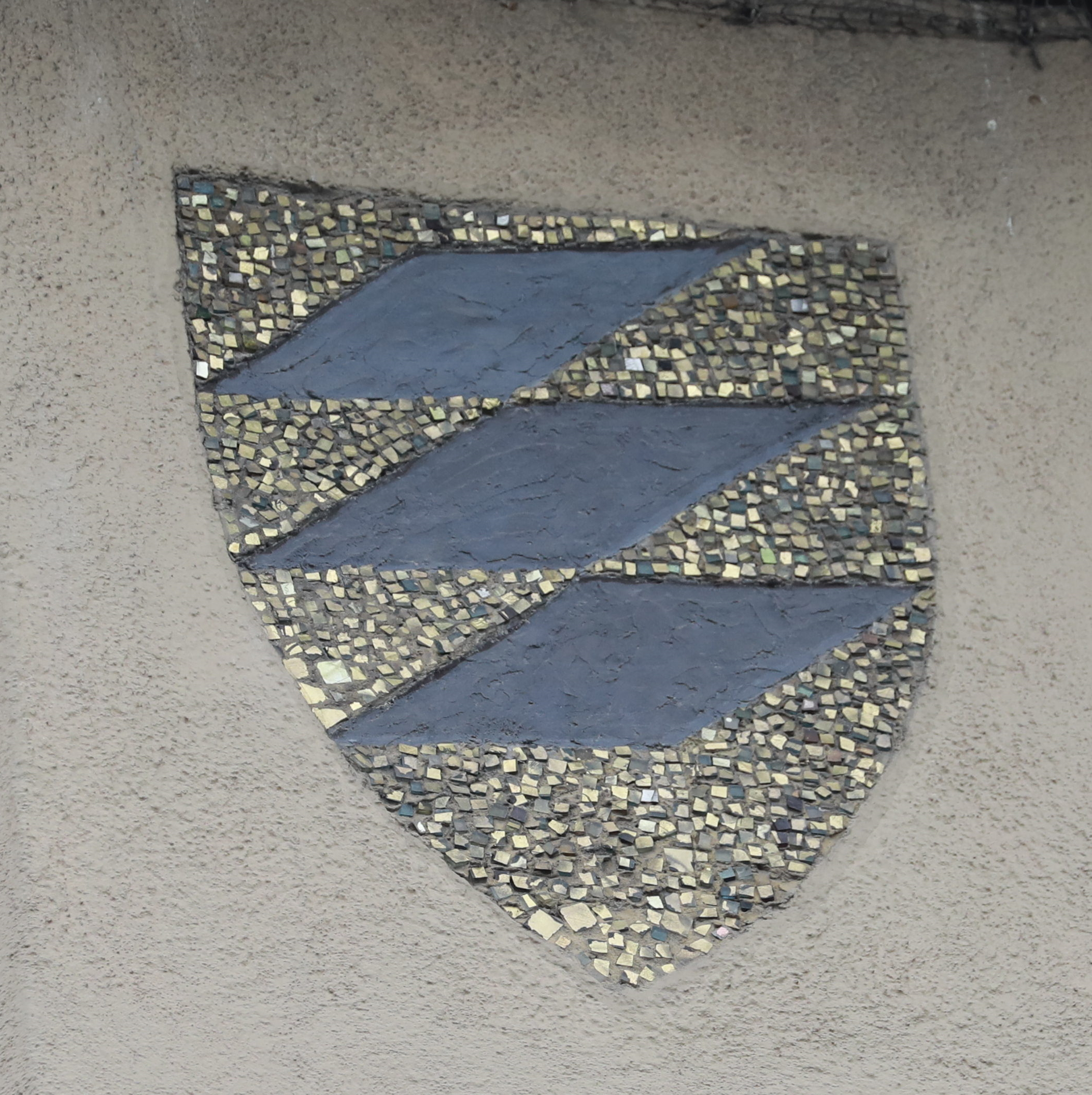
Wappen derer von Seefeld am Isartor in München

1324 war Marquard von Seefeld Kanzler Ludwig des Bayern. Schon zwei Jahre zuvor sollen die von Seefeld Ludwig dem Bayer in der Schlacht bei Mühldorf geholfen haben, woran ihr Wappen am Isartor in München erinnert.
Thomas und Werner von Seefeld sind Mitte des 14. Jahrhunderts als Domherren zu Augsburg bekundet.
Wilhelm von Seefeld kämpfte Ende des 14. Jahrhunderts „etliche Male“ gegen den Schwäbischen Bund.
Oft heißt es, die von Seefeld seien freiherrlich gewesen, wobei aber keine näheren Details angegeben wurden. Als Quelle zitierte von Meding dabei beispielsweise Paul Fürst, der das Geschlecht wie Johann Siebmacher unter ‚Freiherren und Herren‘ führte. Zedler erwähnte einen bayerischen General Freiherr von Seefeld des Jahres 1703.

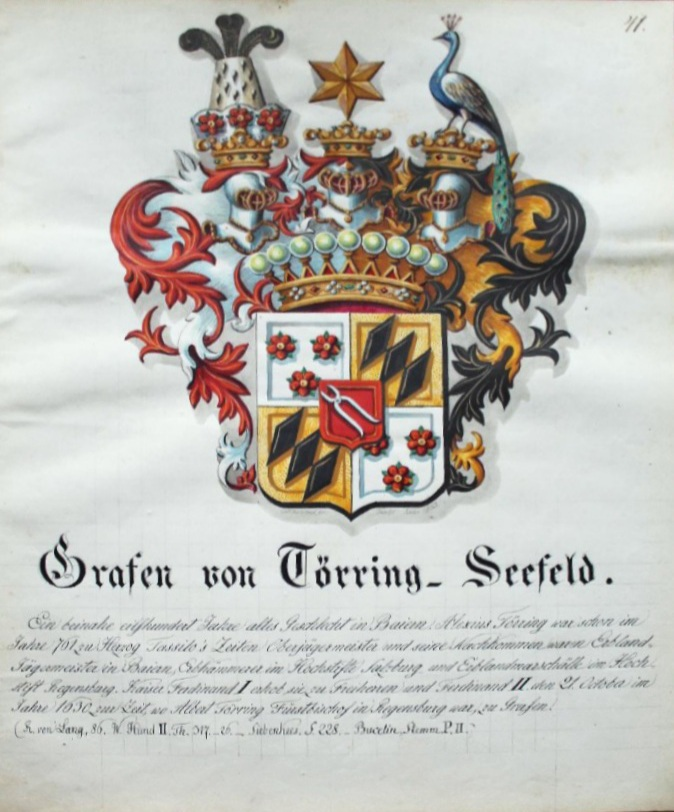
Vereintes Wappen der Grafen von Törring-Seefeld

Im Jahr 1396 erlosch das Geschlecht angeblich. Gleichwegs gibt es allerdings Nachrichten über weitere Stammlinien des Geschlechts beispielsweise in Schlesien oder auch in Brandenburg. Auch von Meding beispielsweise zweifelte an ersterer Nachricht. Spangenberg und Gauhe wiesen unterdessen auf ein weiteres österreichisches Geschlecht von Seefeld hin.
Das Schloss Seefeld gelangte später in Besitz der Herren von Toerring und auch das Wappen der Toerring wurde mit dem der Seefeld vermehrt. Daraus entstand die Linie Toerring von Seefeld.